# Маркус, Станислав Адольфович
Станисла́в Адо́льфович Ма́ркус (26 апреля 1894, Лодзь, Петроковская губерния, Царство Польское, Российская империя) — советский и российский философ, историк, педагог, музыковед и музыкальный критик.
Читал курс лекций по истории философии и музыкальной эстетики в Московской консерватории.
Является автором хрестоматийного учебника для музыкальных вузов «История музыкальной эстетики».